# Лысковская крепость
Лысковская крепость — несохранившаяся крепость Лысково Нижегородской области, существовавшая в XIV—XVII веках на Оленьей (Олениной) горе у впадения в Волгу реки Сундовик. В эпоху русско-казанских войн вплоть до основания Васильсурска (1523) являлась самым восточным форпостом Русского государства в Поволжье.

## История
Оленья гора была населена в древности представителями городецкой культуры. Остатки их древнего городища были найдены в северо-западной части горы. Начиная с XII века здесь было русско-мордовское селение, предположительно под названием Сундовит. Крупная деревянная крепость Нижегородско-Суздальского княжества строится здесь во второй половине XIV века после разорения селения ордынским эмиром Булат-Тимуром в 1367 году. Наряду с Курмышем Лысково было военно-административным центром на восточной границе княжества. Вплоть до XVII века в крепости, которую также называли Оленинским острогом, размещался гарнизон. На противоположенном берегу Сундовика к востоку от крепости находился посад, в котором уже начиная с XVI века жила основная масса населения. Именно из него и сложилось современное Лысково.

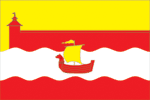
Стилизованное изображение крепости на флаге Лысково

15 января 1411 года на Оленьей горе произошло упорное сражение между московскими войсками, оборонявшими крепость, и княжичами Даниилом и Иваном Борисовичами, заручившимися поддержкой татар и мордвы и желавшими вернуть себе нижегородский трон. В результате сражения крепость была взята.
В ходе русско-казанских войн крупная Лысковская крепость обороняла восточную границу Русского государства. В 1523 году Василий III заложил к востоку от неё Васильсурскую крепость. В 1536 году в Лысковской крепости укрылись посадские люди, когда к Лысково подступило войско Казанского ханства. Взять крепость оно так и не смогло.
К середине XVII веке крепость в связи с утратой стратегического значения пришла в упадок, гарнизона в ней почти не осталось, равно как и вооружения. В 1660 году местные жители предприняли попытку её обновить, однако владелец села боярин Борис Морозов воспротивился дальнейшим работам. Вероятно, сыграло роль неудобство места для проживания и хозяйственной деятельности, из-за чего крепость была рано покинута основной частью населения.
В 1955 году на Оленьей горе проводились археологические раскопки под руководством горьковского краеведа И. А. Кирьянова, в 1963 году — В. Ф. Черникова.

## Описание крепости

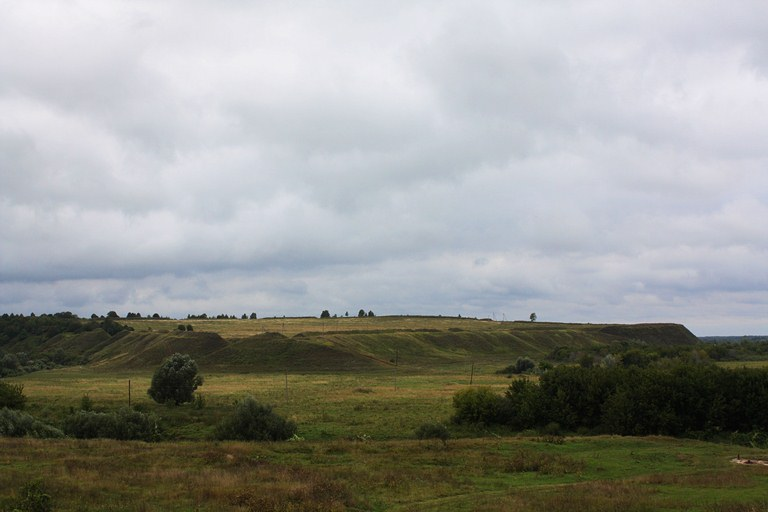
Вид на Оленью гору с остатками валов с юго-восточной стороны

Крепость находилась за пределами современного Лысково на левом берегу реки Сундовик. До наших дней хорошо сохранились валы и рвы старинной крепости, имевшей неправильную трапециевидную форму. Мыс, на котором она была расположена, имеет с трёх сторон крутые скаты, которые надёжно прикрывали подступы к крепости. Вал проходит по верхней кромке мыса, повторяя его очертания. С напольной западной стороны крепости линия вала проходит по прямой, отсекая мыс от поля. Здесь он дополнительно усилен глубоким рвом. С северной стороны, выходящей к Волге,  вал несколько ниже, что объясняется наличием хорошей естественной защиты. Судя по археологическим раскопкам, вал подновлялся за время существования крепости по крайней мере 2—3 раза.
Общий периметр крепости составляет 2044 м и не уступает по протяжённости Нижегородскому кремлю. По вершине вала проходила деревянная стена крепости, состоявшая из дубового и соснового частокола высотой в 4,5—5 м. С внутренней стороны к нему примыкали подмостки, на которых располагались защитники крепости. По данным переписной книги 1665 года Лысковская крепость имела 10 башен, в том числе две проезжие, которые находились с западной и восточной стороны. Через них проходила «нижегородская дорога» из Лысково. Следы этой дороги (земляная дамба на пойме и съезд с остатками вымостки с камнем) сохранились до нашего времени. Перед башней, на склоне, примыкающем к дороге, сохранились и остатки рва. В XVII веке этот ров был усилен «стоячим тыном» — частоколом, укреплённым на его дне. Через ров был переброшен деревянный мост, по которому дорога вела к башне. Все проезжие и непроезжие башни Лысковской крепости были встроены в линию вала, которая прерывается в местах их нахождения. Проезжие башни были шестиугольными в плане, двухъярусными, с шатровыми кровлями. В нижнем ярусе находился проезд со створчатыми воротами, а в верхнем размещались защитники крепости. Он был оборудован караульными окнами-бойницами, располагавшимися на высоте 7 м. Общая высота проезжих башен достигала 12—13 м.
Кроме проезжих башен, с восточной стороны были ворота, сделанные непосредственно в стене и через которые ходили к Сундовику «по воду». Восемь непроезжих башен были квадратными с длиной стороны около 7 м. Они также были двухъярусными, но менее высокими (около 9—10 м). Центральная башня с южной стороны имела дополнительную функцию — обеспечение водой защитников крепости. От неё вёл тайник до колодца. Ныне на месте башни возник глубокий овраг.